# Axón
El axón (también, cilindroeje) es una prolongación de las neuronas que está especializada en conducir el impulso nervioso desde el cuerpo celular o soma hacia otra célula. 
En la neurona adulta se trata de una prolongación única.

## Características
El axón es una prolongación larga y delgada de las neuronas que se origina en una región especializada llamada eminencia axónica o cono axónico, a partir del soma, o a veces de una dendrita. El axón tiene la forma de un cono que se adelgaza hacia la periferia. En su superficie se observan constricciones circulares periódicas llamadas nódulos de Ranvier. La membrana celular del axón recibe el nombre de axolema.
El axoplasma es el citoplasma contenido dentro del axón y de la eminencia axónica. Es un fluido viscoso dentro del cual se encuentran neurotúbulos, neurofilamentos, mitocondrias, gránulos y vesículas, que se diferencian del citoplasma soma y las dendritas proximales, porque carecen de retículo endoplasmático rugoso, de ribosomas libres y de aparato de Golgi.
Los axones pueden estar o no recubiertos por una vaina, denominada vaina de mielina. En el sistema nervioso central los axones que se encuentran mielinizados están cubiertos por prolongaciones citoplasmáticas de los oligodendrocitos. En el sistema nervioso periférico los axones están siempre recubiertos por las células de Schwann —que también son células gliales al igual que los citados oligodendrocitos— las cuales forman una capa múltiple a partir de la membrana citoplasmática de estas células que rodean a un axón de mayor calibre y que también constituyen la vaina de mielina. Los axones de menor calibre de las neuronas del sistema nervioso periférico no se encuentran rodeadas por dicha vaina pero están embutidas en células de Schwann, conformando el haz de Remak.

## Tipos de neuronas según la longitud del axón
Las neuronas se pueden clasificar en dos tipos de acuerdo al largo de su axón:
- Neuronas Golgi tipo I: Poseen un axón largo.
- Neuronas Golgi tipo II: Poseen un axón corto, similar a una dendrita que termina cerca del soma.
- Las células piramidales de la corteza cerebral
- Las voluminosas células de Purkinje de la corteza cerebelosa

La mayoría de los axones de las neuronas no miden más de unos pocos milímetros de longitud, mientras que las que se extienden desde la médula espinal hasta los pies pueden llegar a medir un metro de longitud.

## Funciones del axón
Las funciones del axón son el transporte de orgánulos y sustancias, y la conducción del impulso nervioso.

### Transporte de orgánulos e información
El transporte de orgánulos, enzimas, macromoléculas y metabolitos, es una función de axoplasma en el que intervienen directamente los microtúbulos. El transporte axoplásmico es necesario para el mantenimiento del axón y de las células asociadas a él, y para permitir la llegada al pericarion de factores reguladores que regulan su función. 
El transporte en el interior de axón puede ser en dos direcciones:
- Transporte anterógrado o centrífugo: Es el que ocurre desde el soma neuronal hacia el telodendrón.
- Transporte retrógrado o centrípeto: Es el que ocurre desde los botones terminales hacia el soma neuronal.

La velocidad del transporte varía entre:
- Flujo lento de 0,5 µm/min, velocidad a la que se desplazan agregados moleculares como las subunidades proteicas que forman al citoesqueleto axonal.
- Flujo rápido anterógrado al que los orgánulos se desplazan a velocidades de unos 300 µm/min. La molécula de kinesina o cinesina, unida a un receptor en la membrana del orgánulo transportado se desplaza, a expensas de  ATP, desde el extremo negativo del microtúbulo, situado en el pericarion o soma hacia su extremo positivo.
- Flujo rápido retrógrado al que las vesículas membranosas procedentes de los botones terminales, son transportados hacia el pericarion o soma a unos 200 µm/min. La molécula de dineína citoplasmática (MAP1C) unida a un receptor en la membrana del orgánulo transportado se desplaza interactuando con la tubulina a expensas de ATP, desde el extremo positivo del microtúbulo, ubicado en el terminal axónico o arborización terminal hacia su extremo negativo.

### Conducción del impulso nervioso
Los axones constituyen las fibras nerviosas siendo la rama larga eferente, que transmite, el potencial de acción, ya sea de excitación o de inhibición a través de una o más sinapsis. Los axones también pueden recibir entradas a través de sinapsis axoaxónicas, que se realizan entre dos axones, pero las funciones de salida de axones es predominante.
La conducción del impulso nervioso es el desplazamiento del potencial de acción generado por cambios en la permeabilidad a iones a lo largo del axolema (membrana del axón) de las fibras nerviosas, ayudado por las células de sostén que rodean como una vaina al axón.
En el sistema nervioso central los axones están rodeados por la mielina de los oligodendrocitos, mientras que en el sistema nervioso periférico pueden estar rodeados, ya sea, por prolongaciones citoplasmáticas de las células de Schwann (fibras amielínicas) o por la mielinas de las células de Schwann (fibras nerviosas mielínicas del sistema nervioso periférico).
Los impulsos nerviosos son ondas transitorias de inversión del voltaje que existe a nivel de la membrana plasmática, que se inician en el lugar en que se produce el estímulo. Cada una de estas ondas corresponde a un potencial de acción.

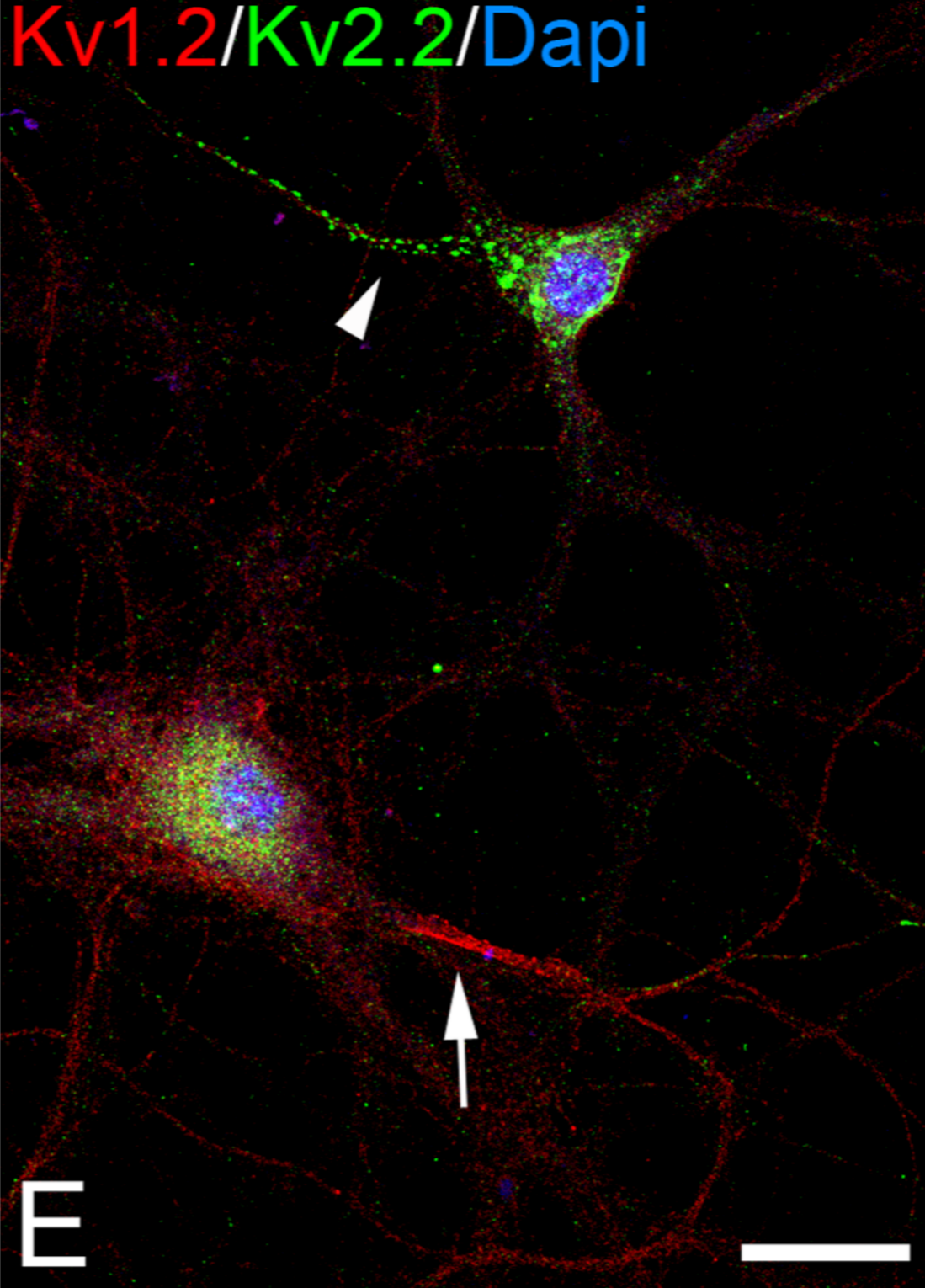
El segmento inicial del axón (AIS) (flechas) es axolema amielínico y muestra diferentes proteínas transmembrana.

Este proceso es posible gracias a las macromoléculas que, como proteínas integrales, ocupan todo el espesor del axolema como:
- La bomba de sodio-potasio, capaz de transportar activamente sodio hacia el medio extracelular intercambiándolo por potasio.
- Canales para sodio sensibles a voltaje, que determinan la inversión del voltaje de la membrana ya que al abrirse y permitir la entrada de sodio hacen que el interior de la membrana se vuelva positiva.
- Canales para potasio sensibles a voltaje, cuya activación contribuye al retorno a la polaridad inicial, por salida de iones potasio desde el interior del axoplasma.

En las fibras nerviosas amielínicas el impulso se conduce, como una onda continua de inversión de voltaje hasta los botones terminales de los axones a una velocidad que es proporcional al diámetro del axón y varía de uno a cien metros por segundo.
En las fibras nerviosas mielínicas, el axón está cubierto por una vaina de mielina formada por la superposición o enrollamiento de una serie de capas de membrana celular, que actúa como un aislante eléctrico del axón. A lo largo del axón, la mielina está formada por células sucesivas y en cada límite intercelular existe un anillo sin mielina que corresponde al nodo de Ranvier.
En los nodos de Ranvier, se produce el flujo de iones a través de la membrana axonal. El axolema de los nodos de Ranvier tiene una alta concentración de canales de sodio sensibles a voltaje. La consecuencia es una conducción saltatoria del potencial de acción ya que la inversión del voltaje inducido a nivel de un nódulo de Ranvier se continúa por propagación pasiva rápida de la corriente por el interior del axón y por el extracelular hasta el nódulo siguiente donde produce la inversión del voltaje. 
La consecuencia de esta estructura es que en los axones mielínicos la conducción del impulso nervioso es más rápida. La velocidad de conducción del impulso nervioso es proporcional al diámetro del axón y a la distancia entre los nodos de Ranvier en los axones mielínicos.
La primera medición de la velocidad del impulso nervioso se atribuye a Hermann von Helmholtz , que en 1853 estableció un valor promedio de 27,25 m/s.